# Allopachria bimaculata
Allopachria bimaculata är en skalbaggsart som först beskrevs av Satô 1972.  Allopachria bimaculata ingår i släktet Allopachria och familjen dykare. Inga underarter finns listade i Catalogue of Life.